# Список умерших в 1255 году

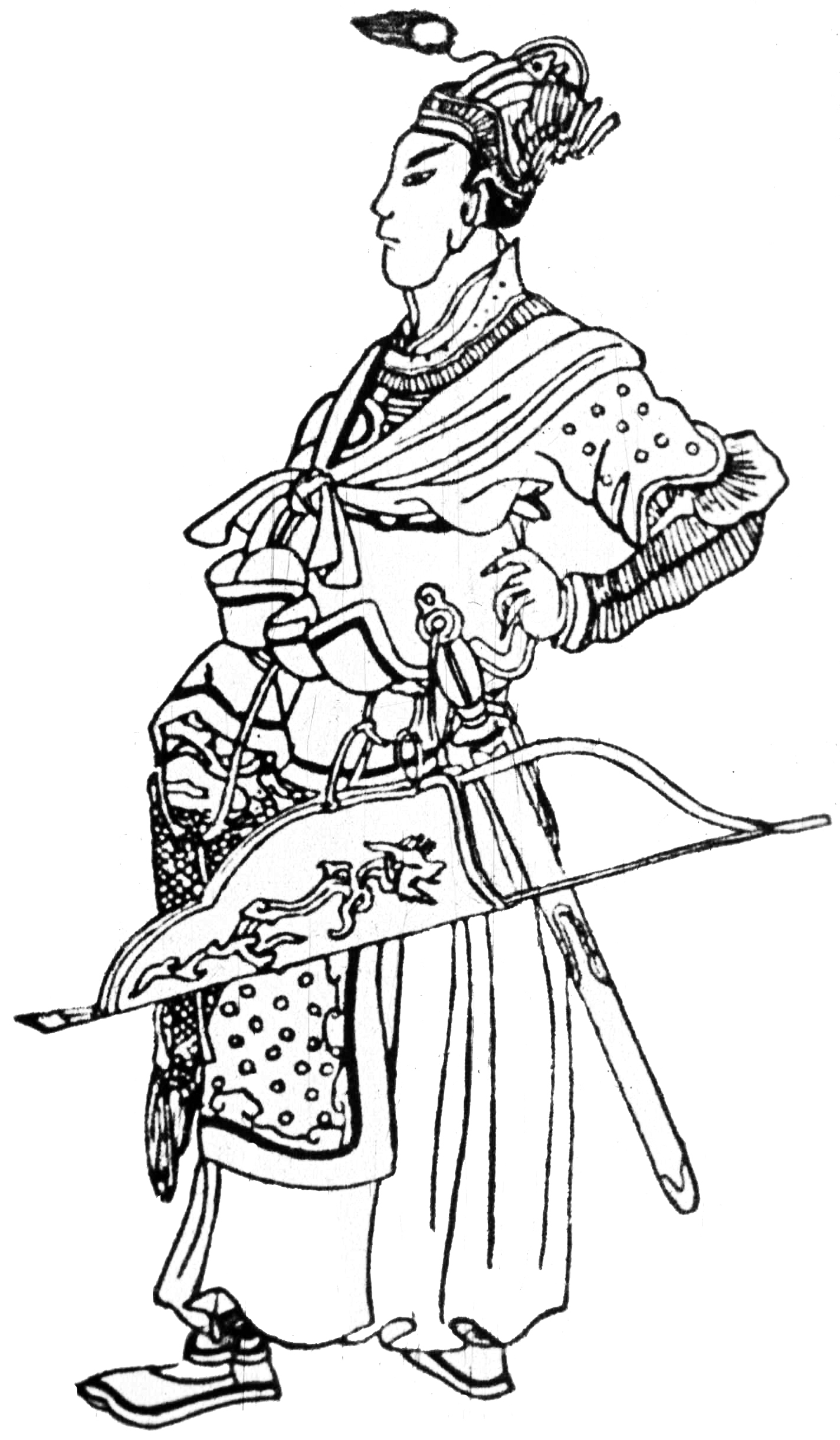
Батый

В этой статье представлен список известных людей, умерших в 1255 году.
См. также: Категория:Умершие в 1255 году

## Февраль
- Арнальдо ди Лимена[итал.] — святой римско-католической церкви.

## Март
- 19 марта — Масанари[фр.] — японский принц и поэт

## Апрель
- 20 апреля — Екатерина Лимбургская[фр.] — герцогиня-консорт Лотарингии (1225—1251), жена Матье II, регент Лотарингии (1251—1255)

## Май
- 1 мая — Уолтер де Грей[англ.] — лорд-канцлер Англии (1205—1214), епископ Вустера (1214—1216), архиепископ Йоркский (1216—1255).

## Август
- 27 августа — Хью Линкольнский — английский мальчик, чьё предположительное убийство послужило источником культа (культ Хью Линкольнского).

## Декабрь
- 30 декабря — Фридрих II фон Нюрнберг-Цоллерн — бургграф Нюрнберга (1200—1218), граф Цоллерна (1218—1255), родоначальник франконской ветви Гогенцоллернов.

## Дата неизвестна или требует уточнения
- Алиса — графиня Бигорра (1251—1255)
- Андрей — боярин и дворский галицкого князя Даниила Романовича, убит татарами
- Батый — монгольский полководец и государственный деятель, правитель улуса Джучи (1227—1255), руководитель западного похода монголов, основатель Золотой Орды
- Бруно II[англ.] — первый граф Изенберг-Браунсберга (1210—1255)
- Ги Ибелин — маршал и коннетабль Кипрского королевства из рода Ибелинов.
- Ги II де Боже, сеньор Боже и Бресса.
- Дениш Турье, крупный венгерский барон и землевладелец.
- Драгота, воевода, византийский и болгарский боярин, который возглавил восстание в Мелнике против власти Никейской империи.
- Изяслав Мстиславич — князь торческий (с 1231), казнён.
- Константин Ярославич — первый удельный галицкий князь (Галича Костромского) (1247—1255)
- Монтефельтрано II да Монтефельтро — граф Урбино (1242—1255).
- Мухаммад III Аламутский, 26-й исмаилитский-низаритский имам.
- Сундиата Кейта — основатель империи Мали, считается национальным героем западноафриканского народа мандинка. Главный персонаж псевдоисторического «Эпоса о Сундиате».
- Хелена Педерсдаттер — королева-консорт Швеции (1229—1234), жена Кнута II
- Шамсаддин II Али ибн Масуд[англ.] — король (малик) Систана (1236—1255), основатель династии Михрабанидов
- Ярлер[англ.] — архиепископ Уппсалы (1236—1255)